# Bank Centralny Korei Północnej
Bank Centralny Korei Północnej, Centralny Bank Koreańskiej Republiki Ludowo-Demokratycznej (kor. 조선민주주의인민공화국중앙은행, MCR. Chosŏn Minjujuŭi Inmin Konghwaguk Chungang Ǔnhaeng) – główny bank Koreańskiej Republiki Ludowo-Demokratycznej. Bank centralny emituje narodową walutę którą jest won północnokoreański. 
Założony został w 1946. Prezesem banku jest Kim Chon-gyun.